# Alexander D'Arcy
Alexander D'Arcy, pseudonimo di Alexander Sarruf (Il Cairo, 10 agosto 1908 – West Hollywood, 20 aprile 1996), è stato un attore egiziano.

## Biografia
Di nazionalità egiziana (era nato al Cairo nel 1908), Alexander D'Arcy ebbe una lunga carriera artistica che lo vide impegnato come attore sui principali set cinematografici del mondo, ma non fu mai un divo di primo piano, malgrado il suo gradevole aspetto di soave seduttore, fisicamente paragonabile a star maschili come Clark Gable o Errol Flynn.
Il suo debutto sul grande schermo in Francia, in un ruolo non accreditato, risale al 1927 in Il giardino di Allah, pellicola muta diretta dal regista irlandese Rex Ingram, che in quel periodo realizzava i propri film presso gli studi cinematografici "Victorine" di Nizza. Dopo questo esordio, cui seguì un'apparizione in La Revanche du maudit (1928), D'Arcy si spostò in Gran Bretagna, dove apparve in Paradise (1928) e Tabarin di lusso (1928), nel quale venne diretto dal giovane Alfred Hitchcock. In entrambi i film ebbe come coprotagonista femminile l'attrice Betty Balfour, così come nel successivo La figlia del reggimento (1929), una coproduzione germano-britannica che fu l'ultimo film muto di D'Arcy.
Inizialmente preso in considerazione nel 1929 per affiancare Greta Garbo in Orchidea selvaggia (nel ruolo poi affidato all'attore svedese Nils Asther), D'Arcy debuttò nel cinema sonoro con il film The Romance of Seville (1929), e proseguì la carriera tornando a recitare in produzioni francesi. Accreditato come "Alexandre D'Arcy", nella prima metà degli anni trenta fu un "jeune premier" assai popolare in Francia, partecipando ad alcune tra le più popolari pellicole del periodo, come A me la libertà! (1931) di René Clair, e La kermesse eroica (1935) di Jacques Feyder, al fianco di Françoise Rosay.
Nella seconda metà del decennio, D'Arcy raggiunse Hollywood, dove firmò un contratto con la Warner Brothers e negli anni successivi apparve in ruoli di comprimario in numerosi film americani, come L'orribile verità (1937), con Cary Grant e Irene Dunne, Viaggio nell'impossibile (1938), con Constance Bennett e Roland Young, La ragazza della 5ª strada (1939), con Ginger Rogers. Dal 1940 passò alla Columbia e dal 1943 alla MGM, dove restò sotto contratto un anno prima di diventare un interprete indipendente. Questa prima parentesi hollywoodiana si concluse con la partecipazione alla commedia Il matrimonio è un affare privato (1944), interpretata da Lana Turner e John Hodiak.
Dopo la seconda guerra mondiale, con la sola eccezione del film francese L'Ange rouge (1949), D'Arcy non apparve sugli schermi cinematografici per alcuni anni. Da ricordare in questo periodo la sua apparizione a Broadway in un adattamento teatrale dell'operetta Il paese del sorriso di Franz Lehár, nella quale lavorò al fianco del tenore Richard Tauber.

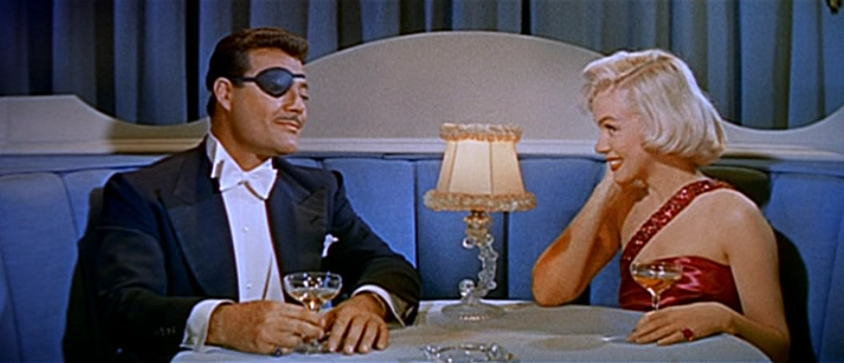
con Marilyn Monroe nel film Come sposare un milionario (1953)

D'Arcy fece ritorno sui set hollywoodiani nel 1953, complice il rapporto d'amicizia con Darryl F. Zanuck, potente produttore della 20th Century Fox, al quale l'attore aveva presentato la promettente Bella Darvi, giovane attrice europea di belle speranze, di cui Zanuck si innamorò. Grazie anche all'appoggio del produttore, il 1953 si rivelò un anno fortunato per D'Arcy, che apparve prima nel dramma circense Salto mortale di Elia Kazan, al fianco di Fredric March e Gloria Grahame, poi nel noir Hanno ucciso Vicki, con Jeanne Crain e Jean Peters, e quindi nella celebre commedia Come sposare un milionario, nella quale l'attore, con il suo maturo fascino cosmopolita e le sue maniere eleganti, interpretò il facoltoso J. Stewart Merrill, uno dei corteggiatori di Pola Debevoise (Marilyn Monroe).
Durante il resto del decennio, D'Arcy proseguì una carriera internazionale, lavorando nuovamente in Francia per il film Les Clandestines (1954) di Raoul André, in Gran Bretagna per l'avventura in costume Il letto del re (1955), con Kay Kendall, ancora a Hollywood per L'avventuriero di Hong Kong (1955), e in Germania per l'horror L'abbraccio del ragno (1960). Parallelamente ebbe una discreta carriera televisiva, con partecipazioni a celebri serie quali City Detective (1954), Viaggio in fondo al mare (1965), Daniel Boone (1966) e Batman (1966).
Nell'ultima fase della sua carriera cinematografica, D'Arcy apparve ancora nel film Il massacro del giorno di San Valentino (1967) di Roger Corman, in cui interpretò il ruolo di Joe Aiello, e nell'horror Il castello di Dracula (1968), nel quale impersonò il conte vampiro protagonista. Il suo ultimo ruolo sul grande schermo fu quello di Christian Leroux ne I 7 minuti che contano (1971) di Russ Meyer, celebre regista di pellicole sexy a basso costo, che aveva già diretto D'Arcy alcuni anni prima nella commedia in costume La cugina Fanny (1964), girata in Germania e interpretata anche da Miriam Hopkins. L'ultima apparizione sul piccolo schermo avvenne invece in Tatort, una serie televisiva poliziesca prodotta in Germania, per la quale D'Arcy interpretò nel 1973 l'episodio Tote Taube in der Beethovenstraße, che venne diretto da Samuel Fuller.

## Vita privata
Sposato dal 1940 al 1943 con l'attrice Arleen Whelan, dopo il ritiro dalle scene nel 1973, D'Arcy visse negli Stati Uniti fino alla morte, avvenuta nel 1996 a West Hollywood, all'età di 87 anni.

## Filmografia

### Cinema
- Il giardino di Allah (The Garden of Allah), regia di Rex Ingram (1927)
- Tabarin di lusso (Champagne), regia di Alfred Hitchcock (1928)
- Paradise, regia di Denison Clift (1928)
- La Revanche du maudit, regia di René Leprince (1928)
- The Romance of Seville, regia di Norman Walker (1929)
- La figlia del reggimento (Die Regimentstochter), regia di Hans Behrendt (1929)
- A me la libertà! (A nous la liberté), regia di René Clair (1931)
- Le Roi des palaces, regia di Carmine Gallone (1932)
- Ce cochon de Morin, regia di Georges Lacombe (1932)
- Je vous aimerai toujours, regia di Mario Camerini (1933)
- Poliche, regia di Abel Gance (1934)
- La kermesse eroica (La kermesse héroïque), regia di Jacques Feyder (1935)
- Stolen Holiday, regia di Michael Curtiz (1937)
- Il prigioniero di Zenda (The Prisoner of Zenda), regia di John Cromwell (1937)
- L'orribile verità (The Awful Truth), regia di Leo McCarey (1937)
- La sua maniera d'amare (She Married an Artist), regia di Marion Gering (1937)
- Women Are Like That, regia di Stanley Logan (1938)
- Flight to Fame, regia di Charles C. Coleman (1938)
- Viaggio nell'impossibile (Topper Takes a Trip), regia di Norman Z. McLeod (1938)
- Una ragazza allarmante (Good Girls Go to Paris), regia di Alexander Hall (1939)
- La ragazza della 5ª strada (5th Avenue Girl), regia di Gregory La Cava (1939)
- Three Sons, regia di Jack Hively (1939)
- City of Chance, regia di Ricardo Cortez (1940)
- Irene, regia di Herbert Wilcox (1940)
- The Blonde of Singapore, regia di Edward Dmytryk (1941)
- Il matrimonio è un affare privato (Marriage Is a Private Affair), regia di Robert Z. Leonard (1944)
- L'Ange rouge, regia di Jacques Daniel-Norman (1949)
- Harriet Quimby, regia di William Corrigan (1952) – film tv
- Salto mortale (Man on a Tightrope), regia di Elia Kazan (1953)
- Hanno ucciso Vicki (Vicki), regia di Harry Horner (1953)
- Come sposare un milionario (How to Marry a Millionaire), regia di Jean Negulesco (1953)
- Les Clandestines, regia di Raoul André (1954)
- Il letto del re (Abdulla the Great), regia di Gregory Ratoff (1955)
- L'avventuriero di Hong Kong (Soldier of Fortune), regia di Edward Dmytryk (1955)
- L'abbraccio del ragno (Ein Toter hing im Netz), regia di Fritz Böttger (1960)
- The Festival Girls, regia di Leigh Jason (1961)
- La cugina Fanny (Fanny Hill), regia di Russ Meyer (1964)
- The Incredible Sex Revolution, regia di Albert Zugsmith (1965)
- Stazione Luna (Way...Way Out), regia di Gordon Douglas (1966)
- Il massacro del giorno di San Valentino (The St. Valentine's Day Massacre), regia di Roger Corman (1967)
- Il castello di Dracula (Blood of Dracula's Castle), regia di Al Adamson (1968)
- I 7 minuti che contano (Seven Minutes), regia di Russ Meyer (1971)

### Televisione
- City Detective - serie TV, 1 episodio (1954)
- Jack Hylton's Monday Show - serie TV, 1 episodio (1957)
- Viaggio in fondo al mare (Voyage to the Bottom of the Sea) - serie TV, 1 episodio (1965)
- Batman - serie TV, 1 episodio (1966)
- Daniel Boone - serie TV, 1 episodio (1966)
- Blue Light - serie TV, 1 episodio (1966)
- The Man Who Never Was - serie TV, 1 episodio (1966)
- Tatort - serie TV, 1 episodio (1973)

## Doppiatori italiani
- Carlo Romano in Salto mortale, Hanno ucciso Vicky, Come sposare un milionario
- Carlo Alighiero in Il massacro del giorno di San Valentino
- Oreste Rizzini in L'orribile verità  (ridoppiaggio)[6]